# 德光島
德光島位於新加坡的東北部外海的島嶼，是一個軍事保留區。該島原本的面積約25平方公里，由於填海工程，實際面積仍在每天增長目前已超過25平方公里，待填海工程完畢以後，該島的总面積預計為75平方公里，是該國第二大島嶼。島上設有新加坡陸軍的訓練基地，海島部分地區被列為軍事禁區，禁止隨意登島。

## 军事部署
德光島上设有训练新兵的基本军事训练中心（Basic Military Training Centre）。

## 填海爭議
在2004年，馬來西亞聯邦政府不滿新加坡政府在德光島及新加坡本島進行大規模的填海工程，認為這是破壞海洋生態的行為，並且損害了馬來西亞的利益，馬來西亞政府曾經在德國的漢堡市之國際海洋法法庭提起訴訟，全體23名法官一致判新加坡勝訴，裁決新加坡政府可以繼續進行填海工程。

## 地理環境
- 島上佈滿小山丘、廢置果園
- 島上有新加坡最大的紅樹林。

## 動物
- 島上有14種哺乳類動物及114種鳥類；
- 鄰近的海域有瀕臨絕種的海牛；
- 原以被認為於1935年在新加坡絕跡的蝙蝠－马来假吸血蝠（學名：Megaderma spasma）仍能在德光島上發現。

## 植物
- 螢火蟲紅樹：瀕臨絕種的紅樹，在新加坡只能在德光島、烏敏島及聖約翰島找到幾株。

## 參见
- 新加坡島嶼列表
- 新兵正傳：新加坡軍教電影，一到四集皆在德光島拍攝
- 德光岛蓄水池（英语：Pulau Tekong Reservoir）

## 外部連結
- 新加坡旅遊局
- 新加坡國家公園局 （页面存档备份，存于）（英文）